# Karangkobar (plaats)
Karangkobar is een bestuurslaag in het regentschap Banjarnegara van de provincie Midden-Java, Indonesië. Karangkobar telt 4749 inwoners (volkstelling 2010).